# Нога-во-рту
Эффект «нога-во-рту» (англ. foot-in-the-mouth) — психологический феномен, который показывает, что человек, ответивший на «ритуальный» вопрос («Как ваши дела? Как вы себя чувствуете?») «ритуальным» ответом («Хорошо», «Все в порядке»), в дальнейшем даст принудительно положительный ответ на просьбу о помощи. Также это принуждение будет сильнее, если человек, задавший ритуальный вопрос и получивший ритуальный ответ, скажет: «Рад это слышать». Данный механизм был разработан Д. Ховардом в 1990 году. Феномен используется в психологической манипуляции.

## История открытия феномена
За несколько лет до начала своих исследований Дэниел Ховард присутствовал на лекции по сбору средств для некоммерческих организаций. Там он услышал фразу, суть которой заключалась в том, что если перед просьбой о пожертвовании человек ответил положительно на вопрос о своем самочувствии и звонящий сообщит, что он рад слышать это, то собеседник с большей вероятностью сделает это пожертвование. Позже Ховард стал замечать, что очень много организаторов мероприятий по сбору средств придерживаются этого правила. Такая закономерность заинтересовала Ховарда, и он решил провести ряд своих экспериментов. В своей работе он опирался на исследования Дж. Шермана о готовности запросить средства и А. Гринвальда, К. Камот, Р. Бич и Б. Янг о вероятности голосования.
Само название этого эффекта дано по аналогии с эффектом «Нога в двери». Ховард его объяснил тем, что информация, которую человек изначально сообщает о себе (даже если она передается неосознанно), может поставить его в такую ситуацию, что он начинает чувствовать давление. По этой причине человек выполнит адресованный ему запрос, на который он при других обстоятельствах не согласился бы.

## Исследования Д. Ховарда
Эксперименты, в которых была показана эффективность данной методики, проводились Дэниэлом Ховардом в 1990 году.

### Первый эксперимент
Эксперимент проводился в виде телефонного опроса в городе Даллас, штат Техас. Испытуемых, в количестве 80 человек, случайным образом отобрали из телефонного справочника. Испытуемые были разделены на экспериментальную и контрольную группу, по 40 человек в каждой. Звонивший представлялся испытуемому как член Ассоциации по борьбе с голодом, а затем он спрашивал, не захочет ли его собеседник купить одно печенье, которые будут продавать в его квартале, чтобы обеспечить питанием нуждающихся в день Благодарения. В экспериментальной группе просьбе предшествовал вопрос о самочувствии субъекта (когда человек снимал трубку, экспериментатор говорил: «Здравствуйте. Как вы себя сегодня чувствуете?» и выслушивал его ответ), а лишь затем рассказывал о предложении. В зависимости от ответа субъекта (положительный или отрицательный), звонящий отвечал «Рад это слышать», «Печально это слышать» соответственно. В контрольной группе вопроса о самочувствии не задавалось и просто рассказывалось о предложении. В результате в контрольной группе купить булочки (печенье) согласилось только 10 % человек, тогда как в условии применения техники «ноги-во-рту» — 25 %.

### Второй эксперимент
Д. Ховард провел ещё один эксперимент. Воздействие техникой «нога-во-рту» осталось неизменным, но было введено еще два дополнительных условия. Таким образом, получилось четыре группы: первая — та, на которую воздействуют техникой «нога-во-рту»; вторая — в которой экспериментатор спрашивал у субъектов об их самочувствии и, не дожидаясь ответа, формулировал просьбу; третья — экспериментатор спрашивал о самочувствии, не дожидаясь ответа говорил: «Надеюсь, у Вас все хорошо», и потом формулировал просьбу; четвертая группа — контрольная. В этой серии результаты были такими же, как в первом эксперименте, и показывали, что эффект от техники «нога-во-рту» объясняется именно ответом субъекта. Также тип ответа (положительный или отрицательный) испытуемого влияет на его дальнейшее поведение.

### Третий эксперимент
Тогда, в третьем эксперименте Д. Ховарда, респонденты, ответившие согласием на просьбу, были разделены на три категории, в зависимости от их ответной реакции на вопрос о самочувствии: очень благоприятные («Прекрасно», «Супер» и т. п.), умеренно благоприятные («Неплохо», «Потихоньку»…) или малоблагоприятные («Неважно», «Плохо» и т. п.). В этом эксперименте измеряли одновременно и процент согласия, и число печений, которые субъект пожелал купить. В результате гипотеза о том, что тип ответа субъекта влияет на его дальнейшее поведение, подтвердилась. Вероятно, ответив на вопрос положительно, субъект впоследствии «держит марку», а, следовательно, благосклоннее принимает просьбу. Также результаты показали, что субъект, которому предлагалось по телефону купить только одно печенье, в итоге покупал больше (в среднем три штучки). Это также показывает исследование Д. Долински, в которых субъекты, подверженные эффекту «нога-во-рту», также делали более значительные пожертвования в пользу Ассоциации помощи детям, чем те, кто феномену не подвергался.

### Выводы Ховарда
Таким образом, данная манипулятивная техника является довольно эффективной и незаметной, так как её можно принять за обычное для общества поведение в социальном взаимодействии. Техника наиболее эффективна, когда человек даёт положительный ответ и когда к нему делается дополнение. Также эффект был подтверждён трижды, что даёт возможность считать его надёжным.

## Другие исследования феномена
- S. Meineri and N. Gueguen. «I Hope I’m Not Disturbing You, Am I?» Another Operationalization of the Foot-in-the-Mouth Paradigm.
- R. Aune and M. Basil. A Relational Obligations Approach to the Foot-In-The-Mouth Effect.
- D. Dolinski, M. Nawrat, I. Rudak Dialogue Involvement as a Social Influence Technique.
- V. Fointiat «Foot-in-the-Mouth» Versus «Door-in-the-Face» Requests.